# Ricardo Montero
Ricardo Montero (ur. 6 marca 1986 roku) – kostarykański sędzia piłkarski. Od 2011 roku sędzia międzynarodowy.
Montero znalazł się na liście 35 sędziów Mistrzostw Świata 2018.